# Bankeryd
För andra betydelser, se Bankeryd (olika betydelser).
Bankeryd (uttal (fil)) är en tätort i Jönköpings kommun och kyrkby i Bankeryds socken belägen väster om Vättern och omkring 10 kilometer från Jönköping. Bankeryd genomkorsas av Jönköpingsbanan mellan Nässjö och Falköping.

## Historia
Bankeryds kyrka är uppförd 1865 i nyklassicistisk stil. Kyrkans grund lades 1860, men arbetet stannade upp några år på grund av järnvägsbygget. Den har ett tidstypiskt utseende med kor mot öster och klocktorn vid ingången. Den ersatte en medeltida kyrka som var uppförd i trä norr om den nya kyrkan.
Intill kyrkan finns Bankeryds hembygdsgård från slutet av 1940-talet, med byggnader uppförda i trä. Stommastugan, från slutet av 1600-talet, var tidigare bostad för Bankeryds präst och är förmodligen Bankeryds äldsta hus. På hembygdsgården finns också en faktorismedja, flyttad från Granshult och en fattigstuga förutom spannmålsbod och vagnslider.
Vid kyrkan fanns också Kyrkskolan, numera riven och ersatt av ett HVB-hem.
Större gårdar är Månseryd, omnämnt Magnusaryud 1315 och Attarp. 

### Befolkningsutveckling
| Befolkningsutvecklingen i Bankeryd 1960–2020                                              | Befolkningsutvecklingen i Bankeryd 1960–2020 | Befolkningsutvecklingen i Bankeryd 1960–2020 | Befolkningsutvecklingen i Bankeryd 1960–2020 | Befolkningsutvecklingen i Bankeryd 1960–2020 |
| ----------------------------------------------------------------------------------------- | -------------------------------------------- | -------------------------------------------- | -------------------------------------------- | -------------------------------------------- |
|                                                                                           |                                              |                                              |                                              |                                              |
| År                                                                                        |                                              |                                              | Folkmängd                                    | Areal (ha)                                   |
| 1960                                                                                      | 1960                                         |                                              | 2 607                                        |                                              |
| 1965                                                                                      | 1965                                         |                                              | 3 282                                        |                                              |
| 1970                                                                                      | 1970                                         |                                              | 4 456                                        |                                              |
| 1975                                                                                      | 1975                                         |                                              | 5 874                                        |                                              |
| 1980                                                                                      | 1980                                         |                                              | 6 210                                        |                                              |
| 1990                                                                                      | 1990                                         |                                              | 6 815                                        | 398                                          |
| 1995                                                                                      | 1995                                         |                                              | 6 494                                        | 402                                          |
| 2000                                                                                      | 2000                                         |                                              | 6 240                                        | 402                                          |
| 2005                                                                                      | 2005                                         |                                              | 6 498                                        | 416                                          |
| 2010                                                                                      | 2010                                         |                                              | 8 107                                        | 539                                          |
| 2015                                                                                      | 2015                                         |                                              | 8 506                                        | 676                                          |
| 2018                                                                                      | 2018                                         |                                              | 8 817                                        | 750                                          |
| 2020                                                                                      | 2020                                         |                                              | 8 838                                        | 751                                          |
| Anm.: Sammanvuxen med Trånghalla 2010, med Prinseryd 2015 och 2018 med Ekeryd och Ebbarp. |                                              |                                              |                                              |                                              |

## Samhället
Orten består av villaområdena Nyarp, Torp, Torps Hagar, Trånghalla, Berghalla, Backamo, Attarp och Gröna ängar, radhusområdet Ramnegården  samt bostadsrättsområdena Sjöåkra och Hembo. Samhället har tre större skolor, Attarpsskolan, Nyarpsskolan och Torps skola. Tidigare fanns även Kyrkskolan, men 2004 togs beslutet av Jönköpings kommun att lägga ned skolan. 
I Attarpsområdet ligger utomhusbadet Attarpsbadet med tre bassänger. I Attarp ligger även Bankeryds sporthallar Attarpshallen med två idrottshallar.
Kyrkor i Bankeryd är Bankeryds kyrka, Bankeryds Missionskyrka och Filadelfia Bankeryd.

## Kollektivtrafik
Bankeryd trafikeras av linje 111, 112, 113 och 114 samt Västtågen mellan Göteborg/Skövde/Örebro-Nässjö. I JLT och Västtrafiks regi. 

## Näringsliv
Bankeryd är känt för sin penselindustri som nästan är den enda i Sverige. Penselfabriken Perfect grundades av Harry Isaksson 1920. Därefter har en ett antal olika penselindustrier bildats, som penselfabrikerna Anza, Bankeryds Penselfabrik, Stiwex, Wagner Pensel och Habo Specialpenslar som grundades av Kenneth Martinsson. Även båtbyggarföretaget R1 Marin AB som bygger vattenskotrar till sjöräddning är beläget i Bankeryd.
Scandinavian Photo och Voxon har sina lager och huvudkontor belägna i Bankeryd. Edströms Centerless har sin produktion i Bankeryd. Beslagsgrossisten och badrumsmöbelföretaget Bröderna Miller AB har sitt huvudkontor i Bankeryd.

## Föreningsliv
Fotbollsföreningen Bankeryds SK, bildad 1930, har som bäst spelat i division 3, men spelar numera i division 4.  Bankeryds SK spelar på idrottsplatsen Furuvik, där finns också Bankeryds Tennisklubb med tennishall och utomhusplaner.
Bankeryds Basket, bildad 1981, är en basketklubb på ungdomssidan. Många lag från Bankeryds Basket har vunnit både nationella och internationella framgångar. Både herr- och damlagen har spelat flera säsonger i division 1, den näst högsta serien under Basketligan, och nu är båda lagen topplag i division 2.
I Bankeryd finns även IFK Bankeryd med huvudvikt på handboll. Som bäst har klubben spelat i division 1, men är i dag i division 3. 
Bankeryd har ett rikt båtliv med centrum i Domsands hamn med Domsands båtsällskap med bland annat optimist- och trissjollar.
Bankeryds Ridklubb bildades 1970 och är numera inhyst på Målskog i Bankeryd.
Bankeryds Skid och Motionsklubb (BSMK) har en innebandysekion med ett herrlag som sedan säsongen 2017/2018 spelar i division 3 norra Småland.
Bankeryds scoutkår som bildades 1985 har scoutverksamhet i scoutstugan Björkelund, som ligger intill Tubbarp. Scoutkåren har verksamhet för barn och ungdomar från 8 år och uppåt och till Riksorganisationen Scouterna. De är inte kopplade till något religiöst samfund.

## Kända Bankerydsbor
Från Bankeryd kommer bland andra:
- Anton Cajtoft, fotbollsmålvakt

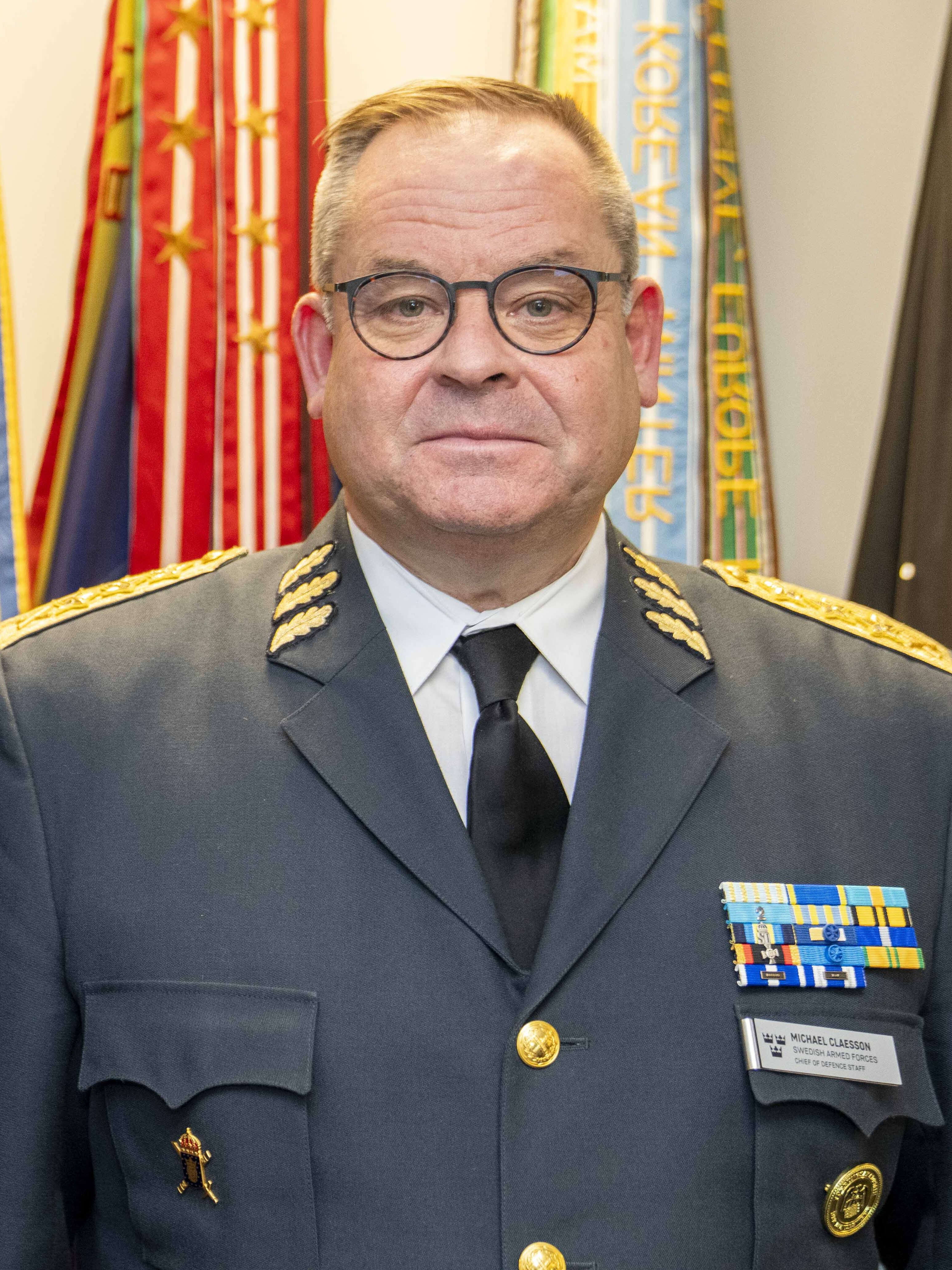
Michael Claesson.

- Michael Claesson, överbefälhavare
- Jonas Edman, sportskytt, OS-vinnare
- Anders Gustafsson, OS-kanotist
- Nineb Youk, rappare
- Ulrika Toft Hansen, handbollsspelare
- Göran Hägglund, tidigare partiledare för Kristdemokraterna, bodde under många år i Bankeryd.
- Karl Martindahl, popsångare
- Björn Melin, ishockeyspelare
- Nina Persson i The Cardigans
- Viktor Rönneklev, fotbollsspelare
- Magnus Sveningsson i The Cardigans
- Max Watson, fotbollsspelare
- Meliz Karlge, skådespelare